# Alex da Kid
Alex da Kid, pseudonimo di Alexander Grant (Bristol, 27 agosto 1982), è un produttore discografico britannico.

## Biografia
Attivo in diversi generi musicali (alternative rock, hip hop, pop e R&B) dal 2008, ha prodotto diversi brani di successo per artisti e gruppi di fama mondiale come Dr. Dre (I Need a Doctor), Nicki Minaj (Massive Attack), B.o.B (Airplanes), Eminem feat. Rihanna (Love the Way You Lie) e Imagine Dragons (Radioactive, Demons).
Oltre agli artisti già citati, ha collaborato con Reeve Carney, Michelle Williams, Lupe Fiasco, Cheryl Cole, Skylar Grey.
Nel 2011 ha fondato l'etichetta discografica KidinaKorner. Sia nel 2013 che nel 2014, Grant (come proprietario della KIDinaKORNER Records) è stato scelto dalla rivista Billboard per la "Top 40 Under 40".